# Messa di san Gregorio (Diego de la Cruz)
La Messa di san Gregorio Magno è un dipinto del pittore spagnolo-fiammingo Diego de la Cruz realizzato circa nel 1480 e conservato nel Museo nazionale d'arte della Catalogna di Barcellona in Spagna. 

## Storia
L'iconografia della Messa di san Gregorio è uno dei temi frequentemente visitati nella pittura europea del XV secolo. In realtà si tratta di un episodio della vita di papa Gregorio Magno basato su fonti apocrife, una storia leggendaria apparsa nel XIV secolo, che raccontava la crisi di fede subita dal pontefice mentre celebrava la messa: un dubbio personale sulla presenza di Cristo e della sua transustanziazione nel rito del sacrificio eucaristico. Sorprende, ma in questo caso, l'assenza di riferimenti architettonici, comuni a tutte le immagini dell'epoca, destinati ad inquadrare spazialmente la scena, con il chiaro intento di evocare l'ambientazione solenne della Basilica di Santa Croce in Gerusalemme, spazio sacro dove, secondo la tradizione, avvenne la miracolosa apparizione del Cristo Addolorato a papa Gregorio mentre stava celebrando la messa. Era anche molto comune ritrovare questo tipo di iconografia in ambito funerario, come supporto visivo alla dottrina della redenzione delle anime, salvezza alla quale aspirava l'immagine - vera effigie - del donatore ritratto da Diego de la Cruz. 
Il dipinto proviene, forse, dal Monastero reale di Nostra Signora di Fresdelval (Burgos) ed è un deposito della Generalitat de Catalunya (Torello dazione) dall'anno 1994. 

## Descrizione
L'opera rivela una dipendenza dai modelli e dalle formule compositive di Rogier van der Weyden, con la tendenza ad accentuare l'efficacia drammatica della cosiddetta imago pietatis (o immagine di pietà), alla quale la caratterizzazione contribuisce molto efficacemente, espressione quasi languida. Sul altare si può vedere il Cristo con la corona di spine e le braccia di Cristo che ricordano la sua passione. Nella parte anteriore sono le figure di San Gregorio al centro e di due assistenti, mentre sul lato destro della tavola sono Sant'Andrea e una dama come donatrice.